# ماري جاو
ماري جاو (بالإنجليزية: Mary Gow)‏‏ (25 ديسمبر 1851 في لندن - 27 مايو 1929 في لندن) رسامة من المملكة المتحدة.